# Héctor Vila
Héctor Felipe Vila (ur. 17 września 1962 w Limie) – kanadyjski duchowny katolicki, peruwiańskiego pochodzenia, biskup Whitehorse od 2016.

## Życiorys
W 1987 został członkiem Drogi Neokatechumenalnej i dwa lata później wstąpił do seminarium tego ruchu w Rzymie. Święcenia kapłańskie otrzymał 15 maja 1995 z rąk Jana Pawła II i został inkardynowany do diecezji rzymskiej. Po święceniach pracował jako wikariusz przy kilku rzymskich parafiach. W 1999 wyjechał do Toronto i po krótkim stażu duszpasterskim otrzymał nominację na rektora neokatechumenalnego seminarium w tym mieście.
27 listopada 2015 papież Franciszek mianował go ordynariuszem diecezji Whitehorse w metropolii Grouard-McLennan. Sakry udzielił mu 7 lutego 2016 kardynał Gérald Lacroix.